# Pedro González-Blanco
Pedro González-Blanco (Luanco, 1879-Villaseca de la Sagra, 31 de enero de 1961) fue un periodista, conferenciante y traductor español, hermano del escritor y crítico literario Andrés González-Blanco y del filósofo y ensayista Edmundo González-Blanco. Utilizó en ocasiones el seudónimo de Ana Díaz para obras de carácter erótico.

## Biografía
Nacido en Luanco en 1879, estudió la primera enseñanza en su villa natal y bachillerato en Cuenca y Oviedo. Comenzó la licenciatura de Filosofía y Letras en la Universidad Central de Madrid. Periodista desde los quince años, y con simpatías por el anarquismo, colaboró en El Motín de José Nakens y después contribuyó en revistas como Helios y La Vida Literaria, en la que se dieron a conocer los miembros más notables de la generación del 98. También colaboró en El Imparcial, El Liberal, La Lectura y Revista Contemporánea. Como sus hermanos fue ateneísta en Madrid. Tradujo a Jules Lequier, Max Stirner, Maurice Maeterlinck y Nietzsche. 
Contrajo matrimonio con Crescencia Alcañiz y tres años más tarde embarca hacia el continente americano, será en Cuba donde mejor se le localice pues allá colaborará con el Diario de la Marina. Viudo de Crescencia, se embarcó con el poeta José Santos Chocano en la aventura de recorrer todo el continente. Vivió muchos años en América, a donde emigró en 1908. Estuvo en México cubriendo informativamente la Revolución y luego en Guatemala, donde se casó con una sobrina del presidente Manuel Estrada Cabrera. En esta época escribió sobre Cuba y sobre la guerra del Chaco entre Bolivia y Paraguay durante la década de 1930. Volvió a España y luego regresó a México en 1939, alternando su estancia allí con viajes a Cuba y Argentina. Fue amigo de Pancho Villa y de Leopoldo Lugones. Conferenciante profesional, pronunció alrededor de quinientas conferencias en más de veinte países sobre literatura, arte, política, sociología y filosofía. González-Blanco, cuyos últimos escritos vieron la luz en los periódicos ABC, Aramo y Oviedo, falleció en la localidad toledana de Villaseca de la Sagra el 31 de enero de 1961.
Opuesto a la leyenda negra, algunas de sus obras son Conquista y colonización de América por la calumniada España (México, 1945); Vindicación y honra de España (México, 1944); Teresa de Jesús (rasgos biográficos) (1944), y Martín Alonso Pinzón (1945). 
Actualmente tiene dedicada junto a sus hermanos una calle en su localidad natal, llamada «Hermanos González Blanco».

## Obras
- Contribución de los judíos españoles a la cultura universal.  --  México, Lima, Buenos Aires: José M. Cajica Jr., 1958.
- Genealogía de los apellidos Trujillo, Molina, Valdés, Monagas y Chevalier / prologa, anota y recopila Pedro González Blanco. -- Madrid: [s. n.], 1956.
- Algunas observaciones sobre la política del generalísimo Trujillo.  --  Madrid: [s. n.], 1956.
- La era de Trujillo.  --  Ciudad Trujillo: Editora del Caribe, 1955.
- Barcia o El vir bonus dicendi.  --  Buenos Aires: [s. n.], 1953.
- Rehabilitación de don Felipe II, como supuesto asesino de su hijo.  --  México: [s. n.], 1951.
- Un gobierno popular sin demagogia: (la Argentina del general Perón).  --  México, D. F.: [s. n.], 1951.
- Tigrocracia staliniana. -- México : Galatea, 1950.
- El problema de Belice y sus alivios. -- México: [s. n.], 1950.
- Vida y tribulaciones de Luis de Camoens.  --  México, D. F.: Botas, 1946.
- Adversus Arciniegas: (crítica violenta).  --  México: Rex, 1946.
- Trujillo o La restauración de un pueblo.  --  México: Rex, 1946.
- Una experiencia política: (las "Memorias" del Lic. Portes Gil).  --  México, D. F.: Rex, 1945.
- Conquista y colonización de América por la calumniada España.  --  México: Rex, 1945.
- Martín Alonso Pinzón: (el verdadero descubridor de América).  --  México: Rex, 1945.
- Vindicación y honra de España.  --  México: [s. n], 1944.
- Inglaterra y su más antigua y fiel aliada. -- México: Agencia General de Librería, 1940.
- Anti-Marx.  --  Madrid: J. M. Yagüe, [¿1935?].
- El conflicto belígero boliviano-paraguayo y la cuestión chaqueña.  --  Madrid: [s. n.], 1934.
- Ordenación y prosperidad de España: (el plan nacional de obras hidráulicas del ingeniero Lorenzo Pardo).  --  [Madrid]: [s. n.], 1934.
- Los derechos inobjetables de Bolivia al Chaco Boreal.  --  Madrid: [s. n.], 1934.
- La masonería.  --  Valencia: Cuadernos de Cultura, 1933.
- La tierra de España y la reforma agraria.  --  Valencia: Orto, 1931.
- El presidente Machado o La autoridad rescatada. -- Madrid ; Buenos Aires: Ambos Mundos, 1929.
- ¿Guía de cortesanas en Madrid y provincias / Ana Díaz.  --  Madrid: Biblioteca Hispania, [¿hacia 1920?]?
- ¿La imperfecta casada: (avisos a las adúlteras) / Ana Díaz.  --  Madrid: Biblioteca Hispania, [¿hacia 1920?]?
- ¿La entretenida indiscreta / Ana Díaz.  --  Madrid: Biblioteca Hispania, [¿hacia 1920?]?
- De Porfirio Díaz a Carranza: conferencias dadas en el Ateneo de Madrid en los meses de marzo y abril de 1916.  --  Madrid: Imprenta Helénica, 1916.